# Peciîhvostî, Horohiv
Peciîhvostî (în ucraineană Печихвости) este localitatea de reședință a comunei Peciîhvostî din raionul Horohiv, regiunea Volînia, Ucraina.

## Demografie
Componența lingvistică a localității Peciîhvostî
     Ucraineană (99,3%)
     Alte limbi (0,6%)
Conform recensământului din 2001, majoritatea populației localității Peciîhvostî era vorbitoare de ucraineană (99,3%), existând în minoritate și vorbitori de alte limbi.